# Сьюдад-Хуарес
Сьюда́д-Хуа́рес (исп. Ciudad Juárez), известный в прошлом как Пасо-дель-Норте, местное название Хуарес — город в Мексике в северной части штата Чиуауа, административный центр муниципалитета Хуарес. Численность населения Хуареса составляет 1,5 млн человек. Расположен на реке Рио-Гранде (Рио-Браво-дель-Норте), к югу от Эль-Пасо, штат Техас. Сьюдад-Хуарес и Эль-Пасо составляют второй по величине двунациональный метрополитенский район на границе между Мексикой и США (после Сан-Диего—Тихуана), с общей численностью населения более 2,5 млн человек. Назван в честь Бенито Хуареса.
Есть четыре международных порта ввоза, соединяющих Сьюдад-Хуарес и Эль-Пасо, в том числе Мост Америк, международный мост Ислета—Сарагоса, Пасо-дель-Норте и Стантон-стрит-бридж. По ним совершено 22 958 472 переходов в 2008 году, что делает Сьюдад-Хуарес основным пунктом въезда и ввоза в США в центральной части северной Мексики. Хуарес — растущий промышленный центр с более 300 макиладорами (сборочными заводами), расположенными в городе и его окрестностях. Согласно статье The New York Times 2007 года, Сьюдад-Хуарес «теперь поглощает больше новых площадей промышленной недвижимости, чем любой другой город Северной Америки». В 2007 году журнал FDi magazine назвал Сьюдад-Хуарес «городом будущего». В 2010-х стал известен как «мировая столица убийств» из-за активности картеля Хуареса и банды «Баррио Ацтека».

## Название
Название Juárez дано в честь национального героя, президента Мексики Бенито Хуареса.

## История

### Колониальный период
До прибытия испанцев по территории сегодняшнего Эль-Пасо кочевали индейские племена мансо, сума и жумано, занимавшиеся охотой и собирательством. Первыми белыми, посетившими район, предположительно стали четверо выживших испанцев из уничтоженной индейцами экспедиции Нарваэса, переправившиеся здесь через Рио-Гранде в 1536 или 1538 году. Испанский исследователь Хуан де Оньяте, весной 1598 года также совершивший здесь переправу, отметил удобство района для путешествия на север, дав ему имя Эль-Пасо (исп. El Paso, «проход»).
В 1659 году испанскими миссионерами было основано несколько католических миссий, при которых на южном берегу Рио-Гранде появилась деревушка El Paso del Norte. В 1680 году деревня временно стала столицей огромной испанской территории Новая Мексика, после того, как сюда бежали выжившие в устроенной индейцами-пуэбло резне испанские поселенцы из Санта-Фе, включая администрацию территории. После подавления индейского мятежа правительство территории вернулось в Санта-Фе (1692 год).
На протяжении XVIII века город успешно развивался, благодаря удобному расположению на дороге между двумя основными экономическими и политическими центрами региона — Санта-Фе и Чиуауа.

### В составе Мексики
События Техасской войны за независимость 1835—1836 годов мало затронули Эль-Пасо-дель-Норте. Доля белых не превышала 10 % от численности населения, а большая часть индейцев и метисов равнодушно относились и к претензиям Республики Техас на владение городом, и к попыткам Мексики оставить его за собой. С заключения Веласкских договоров вплоть до аннексии Техаса Соединёнными Штатами в городе действовали две администрации (мексиканская и техасская), в основном игнорировавшие друг друга, при этом мексиканская мэрия занималась делами индейцев и метисов, а техасская — белых (число которых возрастало по мере прибытия иммигрантов). Договор Гвадалупе-Идальго провёл границу между Мексикой и США прямо посреди города, разделив его на мексиканскую и американскую части.

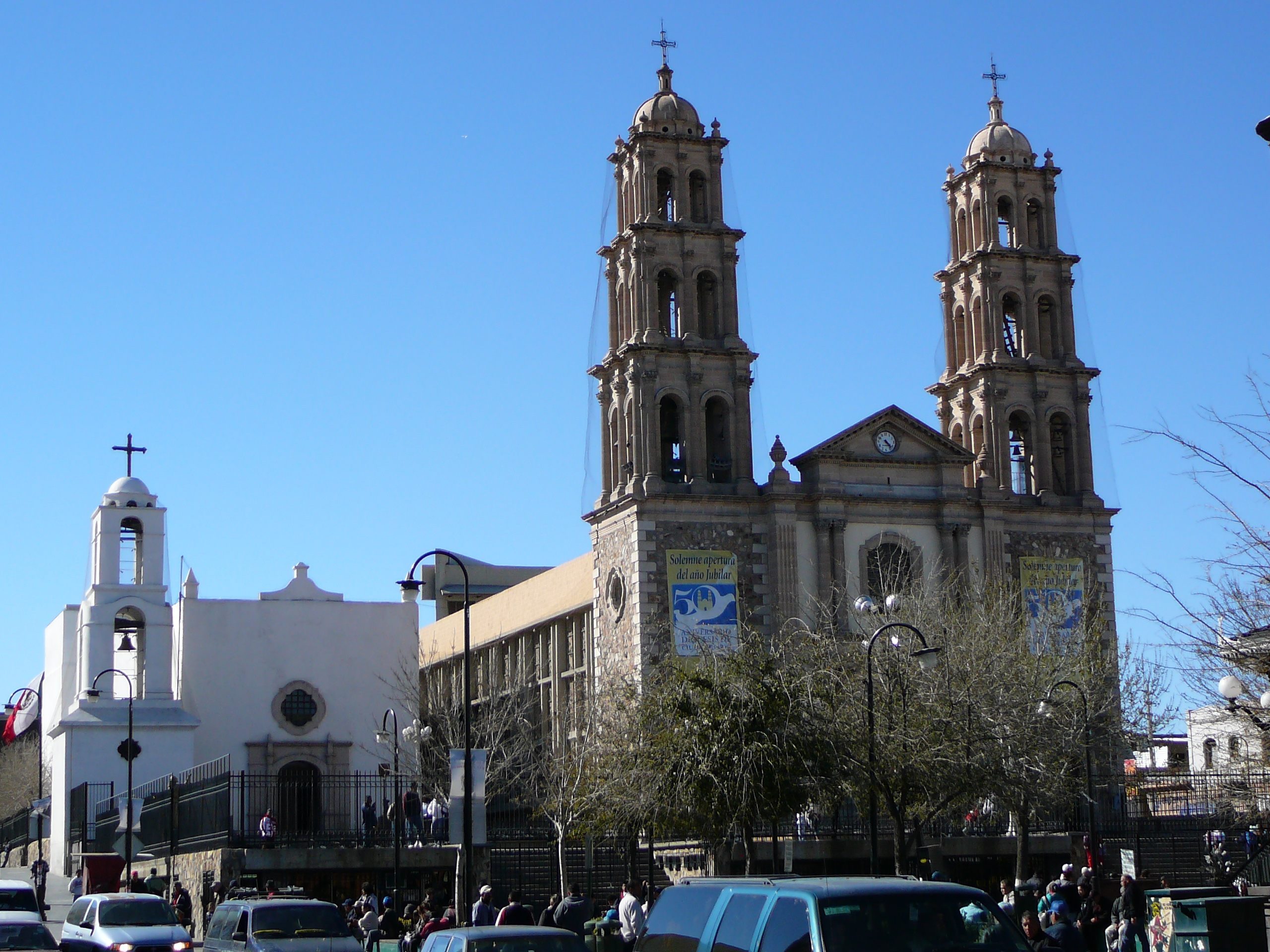
Католическая миссия (слева), построена в 1659 году

Во время французской интервенции 1862—1867 годов штат Чиуауа являлся оплотом республиканского правительства Бенито Хуареса. В 1888 году Эль-Пасо-дель-Норте был переименован в его честь в Сьюдад-Хуарес.
Город быстро развивался и богател благодаря торговле с США, что во время Мексиканской революции это сделало его желанной целью для противоборствующих сторон. Отряды повстанцев под командованием Панчо Вильи дважды (в 1911 и 1913 годах) захватывали Сьюдад-Хуарес, разрушив большую его часть во время штурмов. С 1914 по 1917 годы город был практически заброшен, горожане разбежались, опасаясь продолжения боёв за него. Впрочем, благодаря туризму, индустрии азартных игр и развлечений, а также лёгкой промышленности уже к 1920 году Сьюдад-Хуарес превзошёл довоенные показатели по численности населения и ВВП.
Начиная с конца 1980-х серьёзнейшей проблемой для города стал рост насилия, порождённый борьбой наркокартелей друг с другом.

## География и климат

### Географические сведения
Сьюдад-Хуарес расположен в пустыне Чиуауа, на границе трёх штатов — Техаса, Нью-Мексико и Чиуауа. На противоположном берегу Рио-Гранде находится крупный американский город Эль-Пасо, вместе с которым Сьюдад-Хуарес образует пограничную агломерацию.

### Климат
Климат города — жаркий пустынный, большое влияние на него также оказывает высота над уровнем моря. Большая часть осадков выпадает с июля по сентябрь, в период действия муссонов. Лето в Сьюдад-Хуаресе очень жаркое, зима прохладная и сухая. Снег выпадает раз в несколько лет.
| Показатель                                | Янв. | Фев. | Март | Апр. | Май  | Июнь | Июль | Авг. | Сен. | Окт. | Нояб. | Дек. | Год  |
| ----------------------------------------- | ---- | ---- | ---- | ---- | ---- | ---- | ---- | ---- | ---- | ---- | ----- | ---- | ---- |
| Абсолютный максимум, °C                   | 28,0 | 30,0 | 33,0 | 39,0 | 42,0 | 49,0 | 47,0 | 42,0 | 41,0 | 38,0 | 32,0  | 34,0 | 49,0 |
| Средний суточный максимум, °C             | 14,7 | 18,0 | 21,6 | 26,6 | 31,3 | 35,7 | 35,4 | 34,2 | 31,1 | 25,9 | 19,4  | 15,8 | 25,8 |
| Средняя температура, °C                   | 7,2  | 9,9  | 13,4 | 18,0 | 22,7 | 27,2 | 28,1 | 27,0 | 23,6 | 18,1 | 11,6  | 8,0  | 17,9 |
| Средний суточный минимум, °C              | −0,2 | 1,9  | 5,1  | 9,4  | 14,1 | 18,7 | 20,8 | 19,9 | 16,0 | 10,3 | 3,7   | 0,2  | 10,0 |
| Абсолютный минимум, °C                    | −28  | −27  | −13  | −5   | 1,0  | 5,0  | 10,0 | 10,0 | 7,0  | −3   | −17   | −21  | −28  |
| Норма осадков, мм                         | 12   | 11   | 8    | 6    | 8    | 18   | 51   | 50   | 47   | 23   | 10    | 11   | 254  |
| Источник: Servicio Meteorológico Nacional |      |      |      |      |      |      |      |      |      |      |       |      |      |

## Население

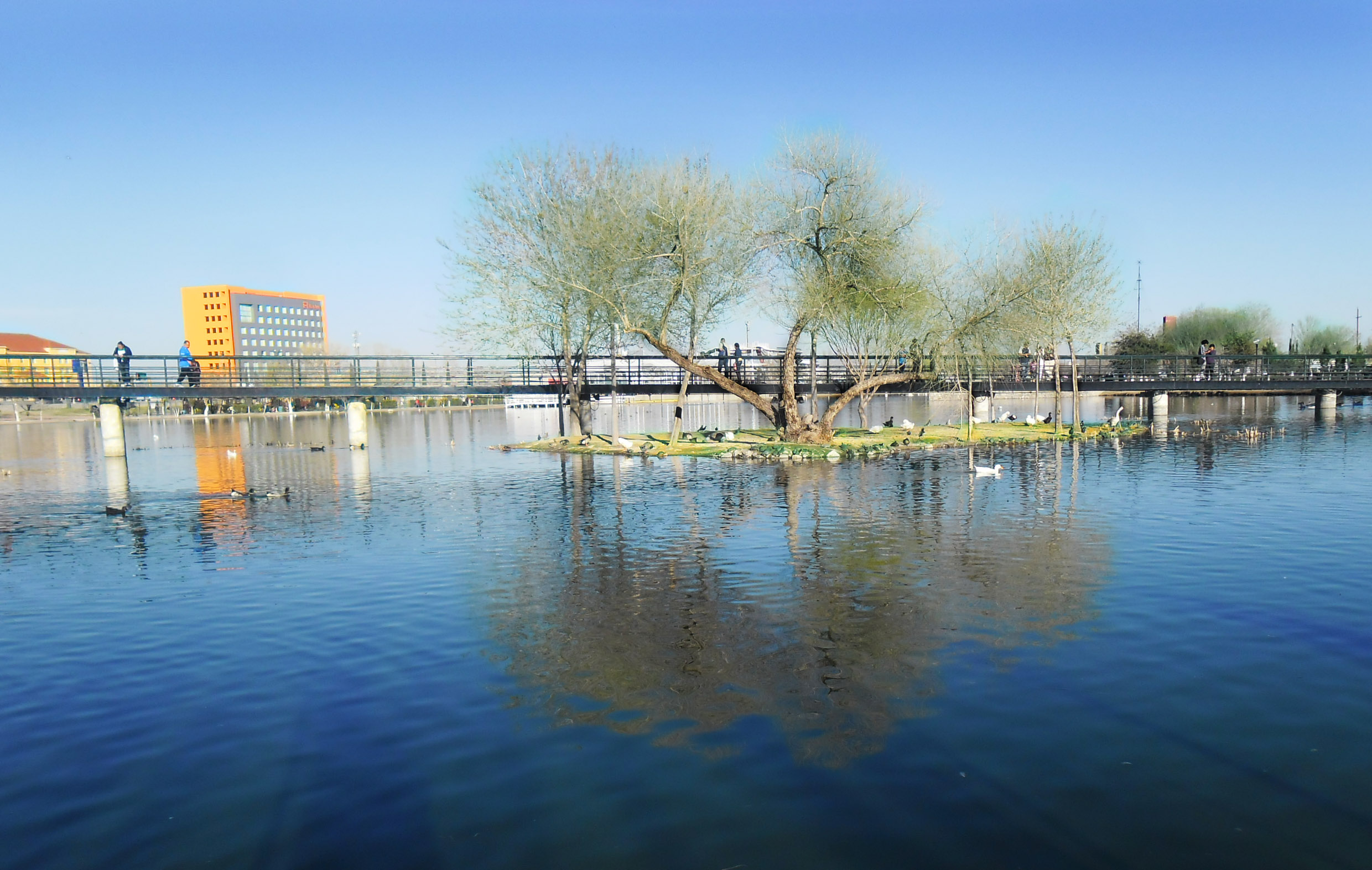
Озеро в Центральном парке

По данным переписи 2010 года, численность населения составила 1 321 004 человека (6-й город по населению в Мексике).
Значительную долю прироста населения Сьюдад-Хуаресу обеспечивают мигранты из внутренних областей Мексики и стран Центральной Америки. Многие из них прибывают сюда в надежде нелегально пересечь границу с США, но в итоге остаются жить в Хуаресе. Около половины горожан родилось за пределами штата Чиуауа, а каждый десятый — за пределами Мексики.

## Экономика
Основными факторами, определяющими экономическое развитие Сьюдад-Хуареса, являются близость к США и наличие большого количества дешёвой рабочей силы. Благодаря этому главными отраслями экономики города стали:
- туризм
- сфера услуг
- лёгкая промышленность
- сборка автомобилей и бытовой техники
- пищевая промышленность

По данным The El Paso Regional Economic Development Corporation Сьюдад-Хуарес «поглощает больше новых площадей промышленной недвижимости, чем любой другой город Северной Америки». В 2007 году журнал FDi magazine, принадлежащий Financial Times, назвал Сьюдад-Хуарес одним из латиноамериканских «городов будущего». Метрополитенский район Сьюдад-Хуарес—Эль-Пасо — крупный промышленный центр. ADC Telecommunications, Electrolux, Bosch, Siemens, Foxconn, Flextronics, Lexmark, (электроника и электротехника), Johnson Controls, Visteon, Lear Corporation, Yazaki (автокомплектующие), Boeing (аэрокосмическое оборудование), Cardinal Health (медицинское оборудование), Delphi Corporation, Sumitomo и несколько других иностранных компаний выбрали Сьюдад-Хуарес для хозяйственной деятельности.

## Транспорт
Город обслуживается Международным аэропортом им. Абрахама Гонсалеса (IATA: CJS, ICAO: MMCS) с пассажирооборотом около 700 000 человек в год (2012). Регулярные пассажирские рейсы выполняются во все основные города Мексики. Для перелётов по США горожане используют находящийся на другом берегу Рио-Гранде аэропорт Эль-Пасо.
В Хуаресе пересекаются мексиканские федеральные шоссе № 2 и № 45 с американским I-10. Две ветки железной дороги, проходящие через город, используются только в грузовых целях.
Основу общественного транспорта составляет множество автобусных маршрутов, часть из которых управляется муниципалитетом, а часть — частными перевозчиками. Действует первая линия автобусов-экспрессов ViveBús (25 километров), в планах городского руководства запуск ещё пяти линий.

### Переходы государственной границы
Первый мост через реку Рио-Гранде в Эль-Пасо-дель-Норте построен во времена Новой Испании, более 250 лет назад, из дерева, привезённого из Санта-Фе. Сегодня в честь этого моста названы современный мост Санта-Фе-стрит-бридж и улица Санта-Фе-стрит в центре города Эль-Пасо.
Соединяют Эль-Пасо и Сьюдад-Хуарес четыре моста: мост Пасо-дель-Норте, также известный как Санта-Фе-стрит-бридж, мост Америк, Стантон-стрит-бридж и мост Ислета, также известный как мост Сарагоса.
Также существует сухопутный пограничный переход в соседней Санта-Терезе, штат Нью-Мексико, и международный мост Фабенс-Касета в близлежащем Фабенсе, штат Техас.

## Преступность
В последние десятилетия Сьюдад-Хуарес приобрёл печальную известность как город, для которого характерна очень неблагополучная криминогенная обстановка. Весь мир шокировали убийства женщин в Сьюдад-Хуаресе, число жертв которых с 1993 г. составило более 370 человек.

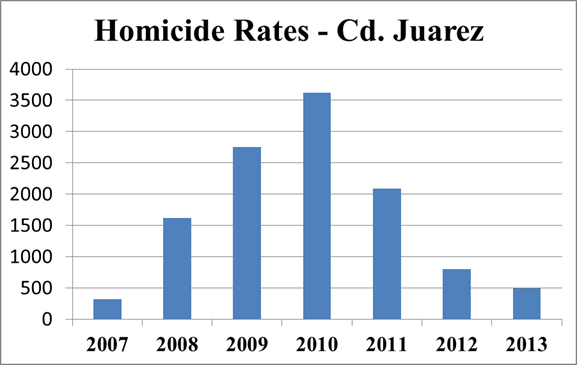
Уровень убийств в С.-Хуаресе по годам

Мексиканские неправительственные организации (НПО) назвали город Сьюдад-Хуарес самым криминогенным городом мира в 2009 году. Как они отмечают, только за первые 10 дней 2010 года в Сьюдад-Хуаресе были убиты, по неофициальным данным, более ста человек. В 2009 году от насильственной смерти в городе скончались 2635 человек, а на сто тысяч человек приходится 191 убийство.
Всё дело в наркокартелях, занимающихся незаконной торговлей наркотиками. Они ответственны за огромное число похищений людей, убийств, подкупов полицейских и других преступлений. Коррупция глубоко проникла внутрь правоохранительных органов, вследствие чего мэр города был вынужден уволить почти половину всех полицейских города и просить федеральные власти ввести в город армейские подразделения.
Располагаясь на границе с США, Хуарес является важным транспортным узлом. Картели, занимающиеся незаконной торговлей наркотиками, десятилетиями борются за сферы влияния в городе. Именно через него в США идут крупные партии кокаина и метамфетамина. Тем не менее, по сравнению с наиболее неблагополучным 2010 годом, в последнее время уровень насилия в городе значительно снизился.

## Фильмы
- Конан-разрушитель (1984) — значительная часть сцен снималась в пустыне недалеко от города;
- Послезавтра (2004) — в Сьюдад-Хуарес эвакуируется правительство США;
- Пограничный городок (2006) — действие происходит в городе;
- Мост (2013) — сериал, действие которого происходит в Эль-Пасо (США) и в Хуаресе (Мексика).
- Убийца (2015) — фильм, большая часть действий которого разворачивается в Хуаресе (Мексика).
- Советник — фильм, часть действия которого происходит в Сьюдад-Хуаресе.

## Известные уроженцы и жители
- Сусана Чавес (1974—2011) — мексиканская правозащитница и поэтесса.
- Карла Мартинес (род.1975) — мексиканская журналистка и телеведущая.

## Города-побратимы
- Сарагоса, Испания
- Эль-Пасо, США
- Сан-Диего, США
- Лас-Крусес, США
- Жуазейру, Бразилия